# SEAT Málaga
La SEAT Málaga (venduta in alcuni mercati come SEAT Gredos per la somiglianza del nome con un termine in lingua greca poco opportuno) era una berlina a quattro porte, lanciata dalla SEAT nel 1985 come versione a tre volumi della SEAT Ibiza.

## La storia
La base dell'automobile, così come quella della Ibiza, era la stessa della SEAT Ronda, versione spagnola della Fiat Ritmo uscita sul mercato dopo il divorzio di SEAT da Fiat. Per questo motivo si possono trovare punti di somiglianza della Malaga con la Fiat Regata, ma è opportuno precisare che, contrariamente a quanto viene talvolta erroneamente ritenuto, la Málaga non è la versione Seat della Regata, ma le due vetture sono due realizzazioni distinte. Inoltre, mentre la Regata derivava dalla Ritmo seconda serie, la Ronda (e la Málaga di conseguenza) era una derivazione della Ritmo prima serie.
La vettura era spaziosa ed anche economica, ma era penalizzata da uno sterzo piuttosto pesante e da una fragilità di costruzione non controbilanciata dalla presenza dei motori di progettazione Porsche che già equipaggiavano l'Ibiza.
La produzione si è conclusa nel 1992, poco dopo che il gruppo Volkswagen assunse la direzione della SEAT. Ha venduto relativamente bene sul mercato spagnolo ma ha avuto poco successo sui mercati esteri, e venne ritirata senza una effettiva sostituta in catalogo. Nel mercato delle berline venne sostituita in parte dalla più grande SEAT Toledo e nell'anno successivo venne presentata la più moderna SEAT Córdoba, versione a tre volumi e quattro porte della Ibiza seconda serie.

## Versioni

### Málaga 1.2 L/GL/GLX
- Motore a benzina 1.193 cm³
- Alimentazione a carburatore
- Potenza: 63 CV
- Velocità massima: 155 km/h

### Málaga 1.5 GL/GLX
- Motore a benzina 1.461 cc
- Alimentazione a carburatore
- Potenza: 85 cv
- Velocità massima: 172 km/h

### Málaga 1.5 Injection
- Motore a benzina 1.461 cc
- Alimentazione a iniezione
- Potenza: 100 cv
- Velocità massima: 178 km/h

### Málaga 1.7 LD/GLD
- Motore diesel 1.714 cc
- Potenza: 55 CV
- Velocità massima: 152 km/h

## Motorizzazioni
| Modello       | Disponibilità       | Motore  | Cilindrata (cm³) | Potenza        | Coppia Massima (Nm) | Emissioni CO2 (g/Km) | 0–100 km/h (secondi) | Velocità max (Km/h) | Consumo medio (Km/l) |
| 1.2           | dal debutto al 1993 | Benzina | 1193             | 46 Kw (63 Cv)  | 86                  | n.d                  | 18.0                 | 150                 | 14.0                 |
| 1.5           | dal debutto al 1988 | Benzina | 1461             | 63 Kw (86 Cv)  | 116                 | n.d                  | 13.0                 | 165                 | 14.6                 |
| 1.5 Injection | dal 1987 al 1989    | Benzina | 1461             | 73 Kw (100 Cv) | 128                 | n.d                  | 11.0                 | 175                 | 14.1                 |
| 1.7 Diesel    | dal debutto al 1993 | Diesel  | 1714             | 40 Kw (55 Cv)  | 95                  | n.d                  | 21.9                 | 150                 | 15.0                 |